# ستيوارت ماكلوسكي
ستيوارت ماكلوسكي (بالإنجليزية: Stuart McCluskey)‏ هو لاعب كرة قدم بريطاني في مركز الدفاع، ولد في 29 أكتوبر 1977 في بلزهيل ‏ في المملكة المتحدة. شارك مع منتخب اسكتلندا تحت 19 سنة لكرة القدم ومنتخب اسكتلندا تحت 21 سنة لكرة القدم. أما مع النوادي، فقد لعب مع سانت جونستون ونادي دندي ونادي غرينوك مورتون ونادي فالكيرك ونادي كلايد.

## وصلات خارجية
- ستيوارت ماكلوسكي على موقع قاعدة بيانات كرة القدم.إي يو (الإنجليزية)
- ستيوارت ماكلوسكي على موقع Soccerbase.com (لاعب) (الإنجليزية)